# Jestofunk
Jestofunk sind drei italienische DJs, die für ihre Studiosessions und Live-Auftritte verschiedene Gastmusiker engagieren. Das musikalische Konzept entspricht dem der Besetzung: House/Dance-Grooves kombiniert mit Soul und Funk. Jestofunk gilt als  Vertreter des Genres Acid-Jazz.

## Biografie
Zu Beginn der 90er Jahre trafen sich die drei bereits in der italienischen House-Szene bekannten DJs Claudio Rispoli (MozArt), Francesco Farias und Blade in ihrer gemeinsamen Heimatstadt Ravenna. Ihr Konzept war, die Ursprünge des House mit der zu dieser Zeit aktuellen Musik zu kombinieren. Zunächst erschien 1992 die Single „I'm Gonna Love You“, die nicht nur in italienischen Clubs, sondern auch in England erfolgreich war. In den darauf folgenden Jahren veröffentlichten die Italiener mit „Say It Again“ und „Can We Live“ noch zwei weitere Singles, die ebenfalls großen Anklang fanden.
Durch den Erfolg dieser drei Singles ermutigt, entstand die erste LP, welche 1994 erschien. Ebenso wie die drei Singles zuvor war „Love In A Black Dimension“ ein voller Erfolg. 1997 veröffentlichte Jestofunk das Album „Remixes“ und Anfang 1998 folgte dann erstmals mit eigenem Songmaterial die zweite CD mit dem Titel „Universal Mother“, an dem der Saxophonist Stefano Bedetti beteiligt war. Als besondere Gäste sind auf diesem Album Cece Rogers, Fred Wesley und Jocelyn Brown zu hören.
Zu Beginn des neuen Jahrtausends verabschiedete sich Cece Rogers aus der Band und Wendy Lewis, die zunächst nur für einige wenige Gastspiele vorgesehen war, arbeitete für längere Zeit mit Jestofunk. Für das 2003 und bislang letzte erschienene Album „Seventy Miles from Philadelphia“ konnten Jerry Dugger und mit Hubert Tubbs ein ehemaliger Tower-of-Power-Sänger gewonnen werden.

## Stil
Der Stil von Jestofunk wurde mit den beiden Alben „Remixes“ und „Universal Mother“ klar definiert. Er bewegt sich zwischen sehr stark am House orientierten Beats und fast schon traditionellem Funk. Zum einen ist eine durchlaufende Bassdrum, zum anderen eine sich das ganze Stück nicht verändernde treibende Bassline zu hören. Der Anteil der elektronisch gesteuerten Elemente ist sehr groß und zusätzlich sind meist auch Instrumente von Gastmusikern in Form von Solos, Perkussions oder auch deren Gesang zu hören.
Weiters werden auch Mixes produziert, bei denen Solos zerlegt und neu eingesetzt werden. Bei den Funk-Stücken sind die Anteile durch Gastmusiker sehr groß, wobei auch hier oft elektronisch speziell nachbearbeitet wird. Die Grooves sind oft langsamer und enthalten mehr Synkopen.
Gelegentlich sind noch weitere musikalische Einflüsse zu erkennen. So werden vereinzelt auch Trip-Hop-Grooves mit esoterischen Jazz-Rock-Akkorden kombiniert oder Offbeat-Reggae-Gitarren hinzugefügt. Jestofunk sind auch als Bühnenmusiker aktiv.

## Diskografie

### Alben
- Love In A Black Dimension (1994)
- The Remixes (1997)
- Universal Mother (1998)
- Live (1999)
- Seventy Miles From Philadelphia (2003)
- The Anthology (2007)

### Singles
- I'm Gonna Love You (1991)
- Say It Again (1992)
- Can We Live (1993)
- Say It Again (1994)
- For Your Precious Love (1995)
- The Ghetto (1995)
- Stellar Funk (1997)
- Special Love (1997)
- Happy (1999)
- Disco Queen (2002)
- Big Lover (2003)
- Special Love (feat. Jocelyn Brown) (2009)